# Botryobasidiaceae
Botryobasidiaceae es una familia de hongos del orden Cantharellales. Según una estimación de 2008, Botryobasidiaceae contiene alrededor de 80 especies en todo el mundo. La familia contiene hongos corticoides que forman basidiocarpos delgados en forma de red, algunas especies forman anamorfos asexuales que producen clamidosporas. Se cree que todos son saprotrofos que pudren la madera o la hojarasca. No se sabe que ninguno tenga importancia económica.

## Taxonomía
El nombre Botryobasidioideae fue introducido por primera vez como una subfamilia de Corticiaceae en 1958 por el micólogo sueco John Eriksson, pero no se describió por completo ni se publicó de manera válida hasta que lo retomó el micólogo estonio Erast Parmasto en 1968. Parmasto colocó los géneros Botryobasidium (junto con el género anamórfico Oidium) y Uthatobasidium dentro de la subfamilia, señalando que compartían ciertos caracteres "primitivos" que los vinculaban con Ceratobasidiaceae y Tulasnellaceae. En 1982 Jülich elevó la subfamilia al rango de familia, como Botryobasidiaceae, y la colocó en un nuevo orden, los Botryobasidiales (que también incluía a la familia Botryohypochnaceae). Un trabajo de referencia estándar de 1995 incluyó dentro de las Botryobasidiaceae los géneros corticioides Botryobasidium, Botryodontia, Botryohypochnus (considerado un sinónimo de Botryobasidium), Candelabrochaete, Suillosporium y Waitea, basado principalmente en similitudes en su micromorfología de basidiocarpos. La familia se colocó en el orden Stereales.
La investigación molecular, basada en el análisis cladístico de la secuencia de ADN, ha confirmado a Botryobasidiaceae como una familia separada, pero restringida a los géneros Botryobasidium y sus anamorfos junto con Botryohypochnus (si son distintos). La familia se colocó junto a Ceratobasidiaceae y Tulasnellaceae dentro del orden Cantharellales. Los géneros previamente incluidos dentro de Botryobasidiaceae ahora se han colocado en Corticiales (Waitea), Hymenochaetales (Botryodontia) y Polyporales (Candelabrochaete). La disposición de Suillosporium es aún desconocida.

### Géneros
- Botryobasidium
- Botryohypochnus
- Haplotrichum
- Suillosporium